# Næstved Affaldsenergi
Næstved Affaldsenergi er et affaldsenergi-anlæg, der ligger i Næstved på Sydsjælland. Det består af Næstved Affaldsenergi (NAE) og Næstved Affaldsenergi Syd (NAE-S).
NAE har tre affaldskedler på hhv. 10, 10 og 25 MW dampenergi. Dampen leveres til NAE-S, hvor dampen udnyttes i en dampturbine på 13,5 MW el. Max last ved affaldskedlerne er 11,3 MW el og 34,5 MW fjernvarme. Anlægget har mulighed for at kunne køre 100% last til bypass veksler. Ovn 4 er udstyret med røggaskondensering i 2 trin. Direkte og via varmepumpe. Den kondenserede effekt er hhv 3 og 4,5MW. Således kan den samlede effekt af anlægget opgøres til: 9,6 MW el og 44,5 MW fjernvarme. Med bypass kan anlægget opnår en maks. varmeproduktion på: 2 MW el og 51,75 MW fjernvarme.

## Historie
Historie NAE
- 1982: 2 stk Vølund varmtvandslinier idriftsættes
- 1995: Ovn 2 konverteres til dampproduktion, Ovn 3 idriftsættes (Dampproducerende)
- 2005: Ovn 4 idriftsættes (Dampproducerende), Ovn 1 skrottes, Opgradering røggasrens.
- 2012: Røggaskondensering med absorbtionsvarmepumpe Ovn 4 idriftsættes
- 2013: Produktionskapacitet ovn 4 hævet med 15%
- 2018: Biopulp anlæg idriftsættes
- 2024: 2 MW elnet-batteri[1]

Ejerforhold: Næstved Affaldsenergi, ejes og drives af I/S Affaldplus, et fælleskommunalt affaldsselskab der ejes af Næstved, Vordingborg, Faxe, Ringsted, Sorø og Slagelse kommune.
Historie NAE-S
- 1995: Idriftsættelse af Næstved Kraftvarmeværk. Byggeri påbegyndt af SK-energi, senere Energi E2. 1 stk gasturbine, med dampproducerende udstødningskedel. Dampturbine med fælles damp fra affaldsdampkedlerne og gasturbinens udstødningskedlen. Dampturbinen og gasturbinen trækker en fælles generator.
- 2001: Salg af kraftvarmeværk til I/S Fasan, samtidig ombygning af kraftvarmeværk. Gastubinen flyttes til H.C. Ørstedværket. Generator udskiftes. Udstødningskedel påmonteres 40 MW gasbrænder.